# Bitaale
Bitaale este un oraș din regiunea Mudug, Somalia. Se află la est de Gaalkacyo.